# Мириђоаја (Муреш)
Мириђоаја (рум. Mirigioaia) насеље је у Румунији у округу Муреш у општини Ходак. Oпштина се налази на надморској висини од 611 m.

## Становништво
Према подацима из 2002. године у насељу је живело 34 становника, од којих су сви румунске националности.